# Франсоа Гарние
Мари Жозеф Франсоа Гарние (Франсис Гарние) (на френски: Marie Joseph François Garnier или Francis Garnier) (25 юли 1839, Сен Етиен – 21 декември 1873, Ханой) френски флотски офицер, изследовател на Индокитай.

## Биография
Роден в офицерско семейство. Завършва средно образование в Монпелие, а през 1856 г. постъпва във Военноморската академия. След ускорен курс завършва академията през 1857 г. и прави няколко плавания до Бразилия и Индийския океан. През 1860 е ковандирован в Китай и остава там две години.
През 1866 г. участва във френска експедиция в Камбоджа, Лаос и Юннан, възглавявана от Ернест Дудар дьо Легре, която изследва неизследваните територии в басейна на река Меконг. В експедицията участват ботаник, фотограф и художник, а Гарние отговаря за хидрографските, метеороложките и картографски дейности. Експедицията тръгва от Сайгон през юни 1866 г. и започва изкачване нагоре по Меконг, като прави множество перпендикулярни на реката походи. На 26 декември 1866 г. Дудар дьо Легре и Гарние предприемат първия си поход встрани от Меконг. От селището Басак се изкачват по река Менам, прехвърлят вододела с река Мун, по която се спускат до селището Убон. От там по суша преминават на юг покрай езерото Тонлесап и стигат до Пном Пен, като изминават над 4000 мили. По време на тяхното отсъствие другия участник в експедицията художника Луи дьо ла Порт изработва топографски скици на река Меконг от устието на река Семун до селището Кемерат. На 21 декември 1867 г. експедицията достига до китайската провинция Юннан, където Дудар дьо Легре заболява и умира, а останалите участници по река Яндзъ през юни същата година се спускат до Шанхай.
След завръщането си във Франция постъпва на работа в картографския отдел на военноморските сили. През 1871 г., заедно с Дейвид Ливингстън за експедиционната си дейност в Индокитай е награден със златен медал от Френското географско дружество. В края на 1871 г., заедно с жена си се премества в Шанхай и продължава своята проучвателна дейност в провинция Юннан и в горното течение на Меконг и Източен Тибет. В началото на 1873 г. е назначен за управител на провинция Кохинхина и по време на потушаване на въстание на местното население е убит на 21 декември 1873 г.